# عبد الله دينج
عبد الله دينج عبدولاي (8 ديسمبر 1989 في السنغال - ) هو لاعب كرة قدم سنغالي في مركز الوسط. لعب مع نادي الذيد ونادي الرمس ونادي السويق ونادي صحم ونادي العين السعودي ونادي الساحل السعودي ونادي العروبة السعودي ونادي النجمة السعودي AS Pikine ‏ وGuédiawaye FC ‏.

## روابط خارجية
- عبد الله دينج على موقع قاعدة بيانات كرة القدم.إي يو (الإنجليزية)